# Валсроде
Валсроде (њем. Walsrode) град је у њемачкој савезној држави Доња Саксонија. Једно је од 23 општинска средишта округа Золтау-Фалингбостел. Према процјени из 2010. у граду је живјело 24.069 становника. Посједује регионалну шифру (AGS) 3358022.

## Географски и демографски подаци
Валсроде се налази у савезној држави Доња Саксонија у округу Золтау-Фалингбостел. Град се налази на надморској висини од 49 метара. Површина општине износи 270,7 km². У самом граду је, према процјени из 2010. године, живјело 24.069 становника. Просјечна густина становништва износи 89 становника/km².

## Међународна сарадња
| Мјесто | Држава   | Врста сарадње | Од    |
| ------ | -------- | ------------- | ----- |
| Ковељ  | Украјина | партнерство   | 2003. |
|        | САД      | партнерство   | 2000. |
| Извор  |          |               |       |